# Phorocera chilensis
Phorocera chilensis är en tvåvingeart som först beskrevs av Cortes 1950.  Phorocera chilensis ingår i släktet Phorocera och familjen parasitflugor. Inga underarter finns listade i Catalogue of Life.